# 24式対空電子戦装置
24式対空電子戦装置（にいよんしきたいくうでんしせんそうち）は、陸上自衛隊が保有する電子戦装備品である。早期警戒管制機等のレーダーに対して妨害電波を発射し、レーダーを無力化することで、陸上戦闘をはじめとした各種戦闘を有利にすることを目的とする。

## 調達・配備部隊
- 2020年（令和2年）度、「対空電子戦装置I型（試験用）」として取得。
- 2024年（令和6年）1月25日、「新たな重要装備品等の選定結果について」[1]において、令和6年度予算案に取得経費を計上し、量産取得することが公表された。
- 2024年（令和6年）9月3日、防衛大臣記者会見において、2025（令和7）年度概算要求に2式分の取得経費を計上し、2027（令和9）年度に本装置を運用する対空電子戦部隊が那覇駐屯地に配備予定であることが公表された[2]。